# 141 f.Kr.

## Händelser

### Efter plats

#### Baktrien
- Tokariska flyktingar dyker upp vid Baktriens gräns.

#### Seleukiderriket
- En seleukidisk garnison förhandlar fram en kapitulation från Jerusalem, varvid Simon Mackabaios tar över kontrollen av staden.
- Demetrios II blir fånge hos parternas kung Mithradates. Antiochos VII blir kung över seleukiderna i hans frånvaro.

## Födda
- Kleopatra VI, drottning av Egypten (född detta eller nästa år)

## Avlidna
- Han Jingdi, kejsare av den kinesiska Handynastin